# Knut Brynildsen
Knut Brynildsen (né le 23 juillet 1917 à Fredrikstad où il est mort le 15 janvier 1986) était un joueur de football norvégien.

## Biographie
Il joue avec l'équipe de Norvège de 1935 à 1939 et après la guerre entre 1945 et 1948. Il inscrit en tout 10 buts en 18 matchs. Il participe à la coupe du monde 1938.
Au niveau de sa carrière de club, Brynildsen évolue à Fredrikstad, où il remporte la coupe de Norvège en 1935, 1936, 1938 et 1940, et le championnat de Norvège en 1938, 1939 et 1949.